# Splinter
Splinter  (укр. заноза) — сьомий студійний альбом американського панк-рок гурту The Offspring. Запис альбому почався у 2002 році, одразу після завершення концертного туру у підтримку альбом Conspiracy of One. Запис у студії проходив у період з січня по серпень 2003. Виданий 3 грудня 2003 року на лейблі Columbia Records. Це перший альбом гурту без барабанщика Рона Велті.
Попри те, що альбом був менш успішний за попередні альбоми, такі як Smash та Conspiracy of One, він отримав «золотий» статус після двох місяців продажів навіть попри відсутність третього синглу . Splinter отримав посередні відгуки критиків та дебютував на 30 місці у Billboard 200 з продажами у 87 000 копій за перший тиждень після релізу. Сукупні продажі альбому по всьому світі склали 1.8 млн копій.

## Список пісень
Автор музики і слів The Offspring. 
| CD  | CD                               | CD         |
| #   | Назва                            | Тривалість |
| --- | -------------------------------- | ---------- |
| 1.  | «Neocon»                         | 1:06       |
| 2.  | «The Noose»                      | 3:18       |
| 3.  | «Long Way Home»                  | 2:23       |
| 4.  | «Hit That»                       | 2:49       |
| 5.  | «Race Against Myself»            | 3:32       |
| 6.  | «(Can't Get My) Head Around You» | 2:15       |
| 7.  | «The Worst Hangover Ever»        | 2:58       |
| 8.  | «Never Gonna Find Me»            | 2:39       |
| 9.  | «Lightning Rod»                  | 3:20       |
| 10. | «Spare Me the Details»           | 3:24       |
| 11. | «Da Hui»                         | 1:32       |
| 12. | «When You're in Prison»          | 2:33       |

### Розширена версія
- Da Hui Video
- Da Hui Video (з коментарями)
- Demo Studio Tour
- 4 wallpapers
- 2 треки у форматі MP3:

- "The Kids Aren't Alright" (Island Style)
- "When You're in Prison" (Instrumental)

Для диску була записана пісня Pass Me By, проте вона не увійшла до фінальної версії альбому, адже гурт вирішив, що вона занадто «важка» для платівки . Були чутки, що цей трек увійде до наступного альбому Rise and Fall, Rage and Grace, проте після релізу останнього цієї пісні на ньому не було.